# Dora (Schiff)
Das Festrumpfschlauchboot Dora, bis Ende 2007 Rescue Uecker, war ein Seenotrettungsboot der Deutschen Gesellschaft zur Rettung Schiffbrüchiger (DGzRS). Es war 2003 bei der MST-Werft in Liverpool, England, unter der Baunummer 2003-004 gefertigt worden und das bis dahin einzige Boot dieser Bauart bei DGzRS. Intern trug es die Bezeichnung RIB 1 und hatte das Rufzeichen DJ8068 erhalten.
Die Dora war als Semi-Selbstaufrichter konstruiert, der die Selbstaufrichtung durch einen per Pressluft aufblasbaren Kunststoffsack erzeugte. Der Sack war auf dem Gerätebügel im Heck befestigt. Im Einsatzfall wurde das Boot mit 2–3 freiwilligen Rettungsmännern besetzt.
Durch den geringen Tiefgang war das Boot besonders geeignet für Einsätze in den Flachwasser- und Schilfzonen des Oderhaffs. Hier geraten vornehmlich Wassersportler und Angler in Seenot. Aufgrund der hohen Geschwindigkeit von maximal 37 Knoten konnte das Boot auch zum Transport von Ärzten zu Fahrgastschiffen auf dem Oderhaff eingesetzt werden.
Die rettungstechnische Ausrüstung der Dora umfasste Material zur medizinischen Erstversorgung, Mittel zur Brand- und Leckbekämpfung sowie eine Vorrichtung zum Schleppen kleinerer Wasserfahrzeuge. Bis auf ein Radar war es mit der üblichen Funk- und Navigationstechnik ausgestattet. Es war für eine Einsatzdauer von bis zu 3 Stunden bei Höchstgeschwindigkeit ausgelegt.

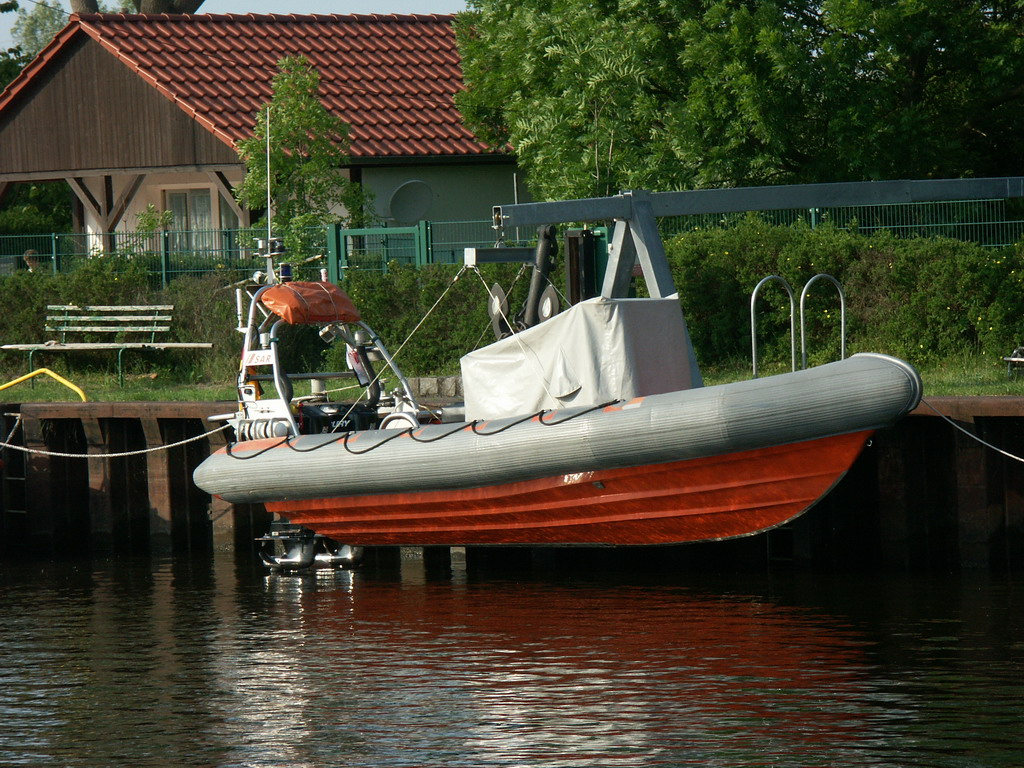
Dora am Liegeplatz in Ueckermuende

Das Boot war ab dem 14. April 2003 in Ueckermünde stationiert, mittels eines kleinen Kranes konnte es bei Bedarf schnell zu Wasser gelassen werden. Am 16. November 2007 wurde das Boot auf den Wunsch einer Spenderin auf den Namen Dora getauft. Die Spenderin Frieda Ahlers aus Verden (Aller), im April 2007 gestorben, hatte zuvor ihren Nachlass der DGzRS gespendet. Dora war der Name ihrer Mutter.
In der Nacht vom 29. zum 30. August 2018 wurde das Boot von Unbekannten am Liegeplatz in Ueckermünde gestohlen. Inzwischen ist das Boot aus der Flottenliste gestrichen und endgültig abgemeldet.